# Pazifische Ratte
Die Pazifische Ratte (Rattus exulans, auch Kleine Pazifikratte) ist ein Nagetier; sie ist die kleinste der kulturfolgenden Arten aus der Gattung der Ratten (Rattus). Ihr Maori-Name ist kiore.

## Merkmale
Im Vergleich zu den anderen Ratten besitzt sie einen kürzeren Körper, eine spitzere Schnauze, größere Ohren und immer ein braunes Fell. Ausgewachsene Tiere sind 11,5 bis 15 cm von Schnauzenspitze bis zum Schwanzansatz lang und wiegen 40 bis 80 g. Der Schwanz besitzt zahlreiche feine Ringe und ist etwa genauso lang wie der Körper.

## Lebensweise
Die Pazifische Ratte kommt in zahlreichen Habitaten wie Steppe, Felsland und Wald zurecht. Sie kann mühelos auf Bäume klettern, in denen sie auch immer etwas zu fressen findet, aber sie ist kein guter Schwimmer. Die pazifische Ratte ist, wie die Wanderratte und die Hausratte auch, dämmerungsaktiv.

## Ernährung
Die Pazifische Ratte ernährt sich hauptsächlich von Getreide wie Reis und Mais, von Zuckerrohr, Kokosnuss, Kakao und Ananas.

## Fortpflanzung
Es werden vier bis neun Tiere pro Wurf auf die Welt gebracht, üblich sind vier Würfe im Jahr.

## Geschichte
Die pazifische Ratte wurde vermutlich im Zuge der Ausbreitung der Lapita-Kultur in Ozeanien verbreitet.
Studien mitochondrischer DNA (mtDNA) der pazifischen Ratte zeigen, dass die Ausbreitung vermutlich von Indonesien (Halmahera) durch den Menschen ausging und von hier Mikronesien, Fidschi, Vanuatu und Neuseeland erreichte. Da sich die pazifische Ratte nicht mit der europäischen Ratte kreuzt, sind solche Studien bei diesem Tier leichter und aussagekräftiger durchzuführen als bei Hunden oder Menschen.
Neuere Radiokohlenstoffdatierungen von Knochen der pazifischen Ratte, die nur als Begleitung von Menschen nach Neuseeland gelangen konnte, datieren beispielsweise die frühestmögliche Besiedlung Neuseelands durch Māori auf das Jahr 1280.
Wahrscheinlich wurde die pazifische Ratte von den frühen Siedlern als Fleischlieferant genutzt. 
Heute ist sie in ganz Südostasien und Polynesien verbreitet, wird dort oft als Haustier oder zumindest als Nahrungslieferant gehalten. Ihr Fleisch wird als sehr wohlschmeckend geschildert.

## Schadwirkung
Die Verbreitung der Pazifischen Ratte führte (neben anderen Faktoren) zu schweren Schäden in den fragilen Ökosystemen der pazifischen Inseln. In deren einheimischer Fauna waren bodenbrütende Vogelarten besonders betroffen. Zusammen mit der Überjagung durch den Menschen führte das zu deren Aussterben. Mit dem Beginn der Lapita-Kultur wird die biologische Diversität der meisten Inseln radikal reduziert.
Weiteren Schaden richtete die später durch Europäer eingeschleppte Wanderratte (R. norvegicus) an.